# Latrice Royale
Timothy Wilcots (urodzony 12 lutego 1972 roku) występujący jako Latrice Royale – amerykańska drag queen znana głównie z uczestnictwa w czwartym sezonie RuPaul’s Drag Race oraz w pierwszym i czwartym sezonie RuPaul’s Drag Race All Stars. W 2019 roku czasopismo New York umieściło ją na dziesiątym miejscu w rankingu Najbardziej Wpływowych Drag Queens w Ameryce.

## Dzieciństwo
Wilcots urodził się w Torrence, a wychował się w Compton. Całe dzieciństwo spędził w Kalifornii. Dorastając nie miał kontaktu z ojcem. Jego bracia byli członkami gangów.

## Kariera
Jego kariera rozpoczęła się w latach 90. na Florydzie. W świat dragu wprowadziła go Tiffany Arieagus.
W 2011 roku wysłał zgłoszenie do czwartego sezonu RuPaul’s Drag Race, został zaakceptowany. Premiera sezonu odbyła się 30 stycznia 2012 roku. Latrice zajęła czwarte miejsce, odpadając w 11. odcinku. W głosowaniu widzów została nagrodzona tytułem Miss Publiczności (Miss Congeniality).  